# Bulletin Board System
A Bulletin Board System (BBS) egy olyan informatikai rendszer, ami egy adott kör – gyakran bárki – számára elérhetően biztosítja az üzenetek váltását illetve az adatcserét. A BBS rendszerek az 1980-as évektől kezdve terjedtek el, népszerűségük az internet elterjedése miatt a 90-es évek végére nagyban lecsökkent, noha még napjainkban is számtalan működő rendszert találunk, részben az internet által biztosított olcsó adatkapcsolatokat igénybe véve.

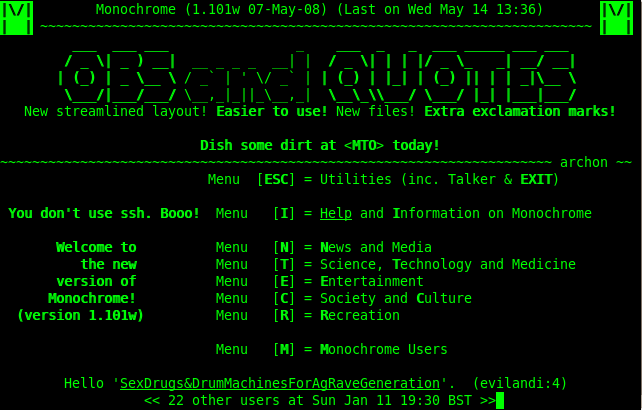
BBS-terminál monokróm képernyőn

A BBS rendszereket terminálprogramok segítségével lehet – azokra csatlakozva – használni. A kapcsolat módja változatos lehet éppúgy, mint a használt terminálprogram fajtái.

## Története
A BBS-ek fénykorukat a telefonos modemek elterjedésének köszönhették. A 80-as évek közepétől kezdve számtalan telefonon át felhívható rendszerbe lehetett távoli számítógépekről bejelentkezni, és ott elektronikus leveleket, nyilvános üzeneteket váltani, illetve adatokat (programok, képek, és így tovább) cserélni. A modemek sebességének növekedésével (és a telefonvonalak minőségi jellemzőinek javulásával, illetve a telefon-előfizetések számának növekedésével) egy-egy helyi BBS rendszert több száz, akár több ezer felhasználó is látogatott.
Az USA-beli elterjedésüket segítette az is, hogy ott a helyi telefonhívás teljesen ingyenes, így a BBS-eket gyakorlatilag költségmentesen lehetett használni. Ez hozta létre az igényt, hogy országos lefedettségű hálózatokká szervezve a BBS rendszerek egymással képesek legyenek kommunikálni, és mindig a legolcsóbb módon, a közeli rendszereken át továbbítsák az üzeneteket, amit a helyi felhasználók ingyen el tudnak érni; így alakult meg a FidoNet, majd később számos más, hasonló hálózat.
A BBS-ek nem csak telefonvonalon, de egyéb adatkapcsolatokon, mint például az amatőr rádiós hálózat, vagy később a telnet kapcsolat is elérhetőek voltak.
Az internet elterjedése olcsó adatkapcsolatot hozott a világban, így a BBS-ek telefonos elérhetősége háttérbe szorult, valamint a csak terminálon elérhető szolgáltatások kényelmetlenebbnek bizonyultak, mint az internet által biztosított számtalan elérési módszer (mint amilyen a World Wide Web vagy az FTP).

## Fordítás
- Ez a szócikk részben vagy egészben  a   Bulletin board system című angol Wikipédia-szócikk fordításán alapul.  Az eredeti cikk szerkesztőit annak laptörténete sorolja fel. Ez a jelzés csupán a megfogalmazás eredetét és a szerzői jogokat jelzi, nem szolgál a cikkben szereplő információk forrásmegjelöléseként.